# キリル・サクスコブルクゴツキ
キリル・サクスコブルクゴツキ（ブルガリア語: Кирил Сакскобургготски, ラテン文字転写: Kiril Sakskoburggotski, 1964年7月11日 - ）は、ブルガリア王国の元国王でブルガリア共和国の元首相であるシメオン・サクスコブルクゴツキ（シメオン2世）とその妻マルガリータの次男。ブルガリア王族としてプレスラフ公の儀礼称号を用いる。

## 略歴
父シメオンのスペイン亡命時代にマドリードで生まれる。プリンストン大学で物理学を学び、1986年に卒業した。
1987年10月28日、ニューヨークでのクリスチャン・ラクロワ主催のディナーとファッションショーに、プリンストン大学の同窓生ブルック・シールズをエスコートして出席した。独身時代の恋愛の動向はヨーロッパのゴシップ誌によく追われていた。
1989年9月15日にマリア・デル・ロサリオ・ナダル（通称：ロサリオ・ナダル）と結婚した。ロサリオは第9代オロカウ伯爵ホアキン・デ・プイグドルフィラの孫であり、アステカ皇帝モクテスマ2世の娘イサベル・モクテスマの子孫にあたる。
宗教婚はパルマ・デ・マヨルカにあるアルムダイナ宮殿のサンタ・アナ礼拝堂で東方正教会の様式で行われた。式には当時のスペイン王フアン・カルロス1世とソフィア王妃、エレナ王女・クリスティーナ王女・アストゥリアス公フェリペ（後のフェリペ6世）などスペイン王室の高位メンバーが出席した。
妻ロサリオとの間に1男2女がいる。
- マファルダ＝セシリア（英語版）（1994年 - ）- 2022年、マーク・アブスレイマンと結婚
- オリンピア（1995年 - ）
- タッシロ（2002年 - ）

以前はモデルでヴァレンティノ・ガラヴァーニのミューズだった妻ロサリオは、専門的なアート・コンサルタントとして働いている。
夫妻はグウィネス・パルトロー、ヒュー・グラント、ノルウェーのホーコン王太子とメッテ＝マリット王太子妃夫妻、スペイン王室など、多くの著名人や王族と交流があることで知られている。
2009年10月、スペインのEFE通信は、シメオン・サクスコブルクゴツキに近い匿名の情報筋の話として、キリルとロサリオ夫妻が別居する方向だと報じた。ただし、情報筋によれば離婚の予定などはないとされる。
2010年6月19日のスウェーデンのヴィクトリア王太子の結婚式には夫婦で出席した。
2017年からは、イギリスの実業家・美術史家のキャサリン・バトラーと交際している。